# 帝席三
牧夫座9，又名BD+28 2278，HD 121710、SAO 83084、HR 5247，是牧夫座的一颗恒星，视星等为5.01，位于銀經38.12，銀緯75.54，其B1900.0坐标为赤經13h 52m 0.2s，赤緯+27° 75.54′ 57″。